# Eric Guggenheim
Eric Guggenheim (nacido el 22 de octubre de 1973) es un guionista estadounidense. Se graduó de la Escuela de Artes Tisch de la Universidad de Nueva York en 1995. Dos años más tarde vendió el guion de "Trim" a Fox 2000 a los 23 años. Después de eso, escribió un drama para Warner Bros. Sin embargo, este drama no se produjo. También escribió un piloto dramático de una hora para USA Network. En 2004, Guggenheim escribió el largometraje "Miracle". Guggenheim es actualmente escritor, productor ejecutivo y co-showrunner de la serie de CBS Hawaii Five-0 y Magnum PI. Fue anunciado como el showrunner después de que uno de los co-creadores del programa, Peter Lenkov, fuera despedido por CBS. Antes de eso, pasó cuatro temporadas como escritor en la serie de NBC Parenthood. Sus hermanos son los guionistas Marc Guggenheim y David Guggenheim . Su familia es judía.